# Rosay, Yvelines
Rosay är en kommun i departementet Yvelines i regionen Île-de-France i norra Frankrike. Kommunen ligger i kantonen Guerville som tillhör arrondissementet Mantes-la-Jolie. År 2022 hade Rosay 386 invånare.

## Befolkningsutveckling
Antalet invånare i kommunen Rosay
| Referens: INSEE |